# Reichsstand der Deutschen Industrie
Der Reichsstand der Deutschen Industrie (RStDI) entstand zu Beginn der nationalsozialistischen Herrschaft als Zusammenschluss des Reichsverbandes der Deutschen Industrie (RDI) und der Vereinigung Deutscher Arbeitgeberverbände (VDA). Er existierte bis zur Überführung in die Reichsgruppe Industrie am 12. Januar 1935.

## Vorgeschichte
Von innen und von außen nahm nach dem Beginn der nationalsozialistischen Herrschaft der Druck auf den Reichsbund der Industrie zu, sich den Nationalsozialisten anzunähern. Fritz Thyssen als Anhänger der NSDAP stellte die Machtfrage und forderte die Beteiligung des RDI am neuen Regime. Unliebsame Funktionäre wurden aus der Führung herausgedrängt. Paul Silverberg etwa, der noch kurz zuvor für eine Zusammenarbeit mit der NSDAP warb, musste wegen seiner jüdischen Herkunft gehen. Der Verband gab schließlich ein Bekenntnis zu einer „unbedingten Gefolgschaftstreue“ ab. Am 22. Mai 1933 löste sich der RDI auf.

## Organisation
An die Stelle trat der Reichsstand der deutschen Industrie (RStDI) als Zusammenschluss des ehemaligen RDI und der VDA. Diese Organisation folgte dem Führerprinzip. Leiter war Gustav Krupp von Bohlen und Halbach, der bisherige Präsident des RDI.
Aus dem RDI ging die wirtschaftspolitische Abteilung des Reichsstandes hervor. Geschäftsführer war nur vorübergehend Jacob Herle und Vizepräsident Albert Pietzsch. Aus der Vereinigung der Deutschen Arbeitgeberverbände ging die sozialpolitische Abteilung mit dem Geschäftsführer Roland Brauweiler und Carl Köttgen als Vizepräsident hervor.

## Charakteristik
Die Industriellen passten sich so den neuen Verhältnissen an, wahrten aber gleichzeitig die Kontinuität. Grundsätzlich gelang es den Industriellen, trotz Führerprinzip, Zentralisierung und Hierarchisierung die Kontrolle auch über die neue Organisation zu behalten. 
Im Inneren nahm der Einfluss der Schwerindustrie zu Lasten der Organisationen der eher kleinen Betriebe zu. 
Vor direktem Eingriffen des Regimes bot der Reichsstand zwar einen gewissen Schutz, aber er war gleichzeitig ein wichtiges Bindeglied zwischen Wirtschaft und Regierung.
Es gab durchaus Gemeinsamkeiten mit dem neuen Regime etwa in der Gegnerschaft zu den Gewerkschaften und den angekündigten Rüstungsabsichten. Ausdruck dieser Gemeinsamkeit war die Adolf-Hitler-Spende der deutschen Wirtschaft initiiert durch Gustav Krupp von Bohlen und Halbach und Hjalmar Schacht seit dem 1. Juni 1933. Am 22. August 1933 erklärte der Reichsstand den Hitlergruß in den Betrieben für verbindlich.
Ende 1934 wurde die Reichsgruppe Industrie gebildet. In ihr ging auch der Reichsstand der Deutschen Industrie auf.